# Rut Brandt
Rut Brandt (Hamar, 1920. január 10. – Berlin, 2006. július 28.) norvég származású német önéletrajzíró és író. 1948 és 1980 között ő volt Németország kancellárjának, Willy Brandtnak a felesége, három gyermekük született. Mindkettejüknek a második házassága volt ez.